# Sukhothai- und Sawankhalok-Ware

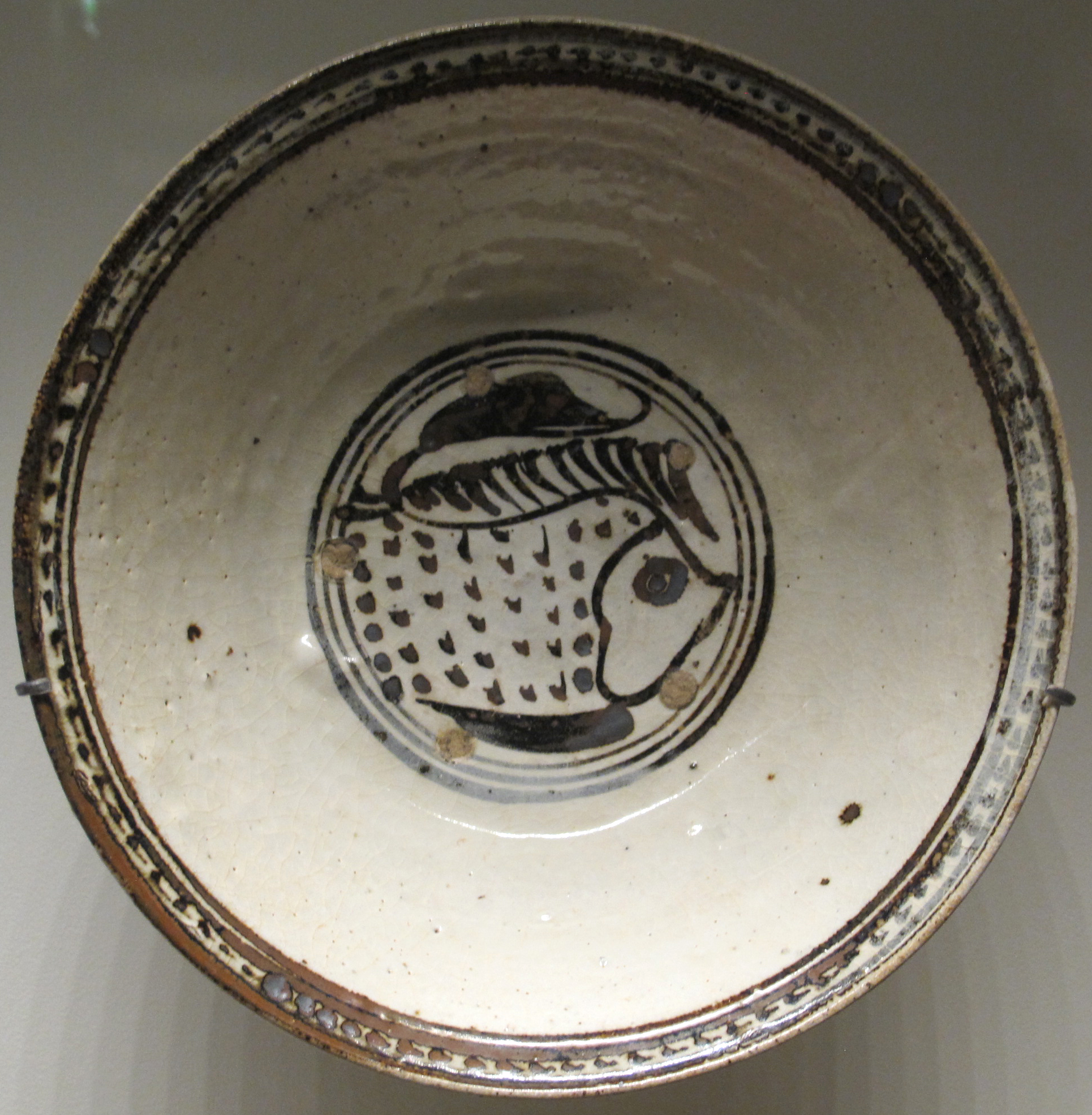
Teller der Sukhothai-Ware
Unterglasurvezierung, 14./15. Jh.
Musée Guimet, Paris

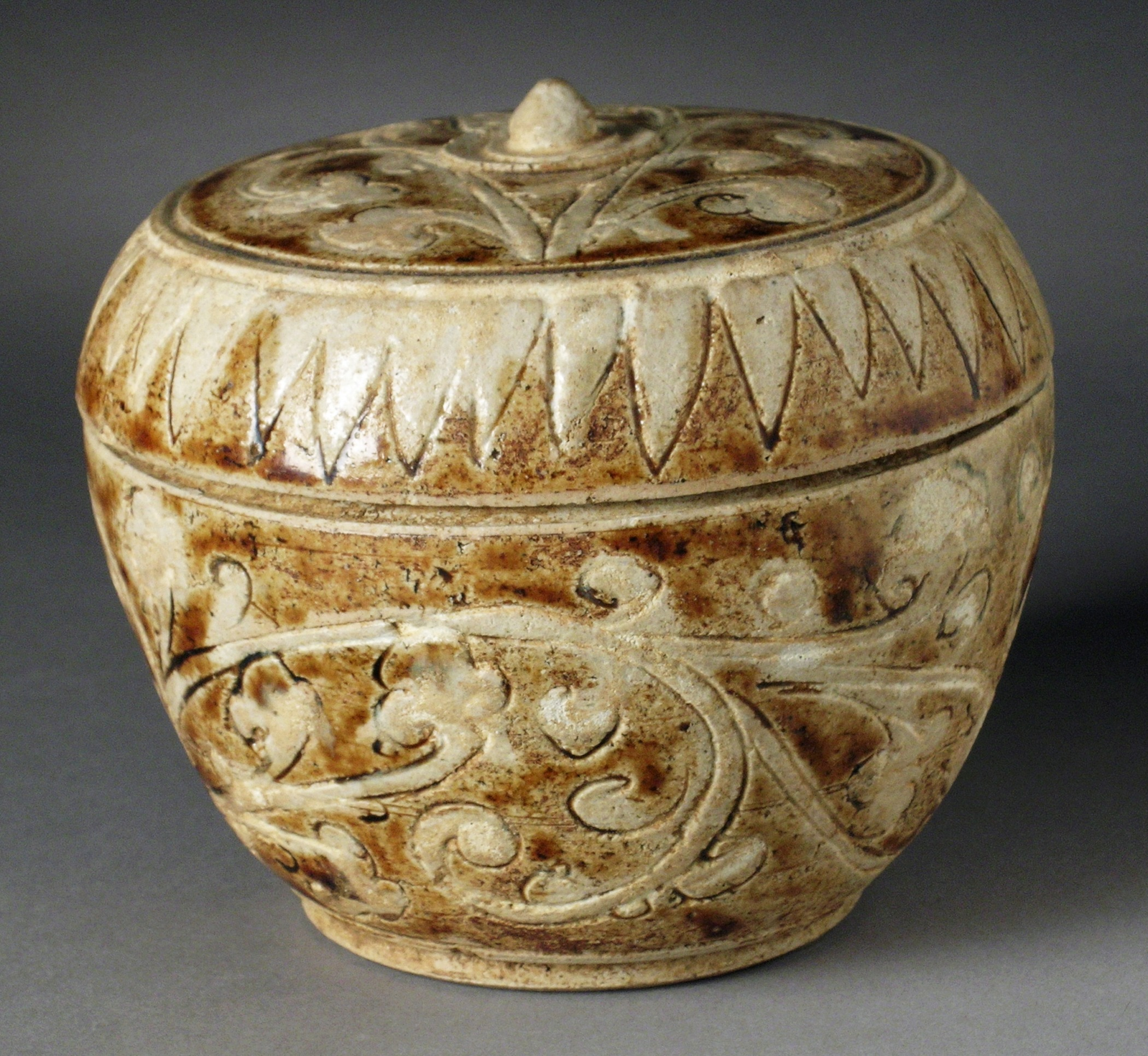
Dose der Sawankhalok-Ware
Unterglasurverzierung, 16. Jahrhundert
Los Angeles County Museum of Art

Unter der Sukhothai- und Sawankhalok-Ware (thailändisch เครื่องสังคโลก, RTGS Khrueang Sangkhalok) versteht man glasierte monochrome Celadon- sowie mit Unterglasurfarben dekorierte Steinzeuge, die vom ausgehenden 13. bis zum 16. Jahrhundert von Töpfereibetrieben um die damaligen Hauptstädte Sukhothai und Si Satchanalai des antiken Königreichs Sukhothai, im heutigen Gebiet von Zentral- und Nordthailand produziert wurden (und in Fortsetzung dieser Traditionen in kleinerem Maße bis heute produziert werden). Der Name Sawankhalok-Ware ist dabei insofern ein wenig irreführend, als er sich nicht auf den antiken Produktionsort Si Satchanalai bezieht, sondern auf die nahegelegene Nachfolgesiedlung Sawankhalok.
Überregionale Bedeutung erlangten diese qualitativ hochwertigen, gleichwohl als Massenware produzierten Keramiken dadurch, dass sie über nahezu den gesamten östlichen, südöstlichen und südlichen Teil des asiatischen Kontinents und darüber hinaus bis nach Arabien und an die ostafrikanischen Küsten gehandelt wurden. Für die archäologische Forschung sind sie dadurch auch insofern von besonderem Interesse, als die Funde in vielen verschiedenen Ländern und in gesunkenen Schiffswracks Rückschlüsse auf die Handelsbeziehungen und -routen der damaligen Zeit erlauben.

## Ursprung und Entwicklung
Das Königreich Sukhothai erkämpfte 1238 die Unabhängigkeit von den Khmer und erreichte unter dem dritten König Ramkhamhaeng (1279 bis 1298) seine wirtschaftliche und kulturelle Blütezeit. In dieser Phase wurden der Überlieferung zufolge auch chinesische Töpfer ins Reich geholt, um diesem zu einer eigenständigen Keramikproduktion zu verhelfen. Die zugewanderten Töpfer standen in zwei verschiedenen Traditionen der chinesischen Celadon-Ware und legten dadurch den Grundstein dafür, dass sich diese Traditionen an den neuen Produktionsstätten Sukhothai (Töpfer der Tz'u Chou Tradition) und Si Satchanalai (Töpfer der Lung-Chuan Tradition) zu neuen Varianten weiterentwickeln konnten. Inwieweit die chinesischen Töpfer noch auf ältere lokale Khmer-Traditionen aufbauen konnten, bleibt infolge des Fehlens entsprechenden Fundmaterials und angesichts divergierender Technologien ungewiss. Ebenfalls werden in der jüngeren Forschung die Anfangsdatierung, die Bedeutung und der Einfluss der chinesischen Töpfer sowie weitere bisherige Lehrmeinungen kontrovers diskutiert.
Ältere Forschungen mit einem rein historischen Ansatz waren noch davon ausgegangen, dass die Produktion von Sukhothai- und Sawankhalok-Ware bald nach dem Niedergang des Königreichs Sukhothai, das 1374 erstmals eine Invasion durch die Truppen des Königreichs Ayutthayas über sich ergehen lassen musste und ab 1420 endgültig als Vasallenstaat in diesem aufging, zum Erliegen gekommen sein müsse. Neuere archäologische Forschungen und die Funde von Schiffswracks sprechen jedoch eindeutig dafür, dass die Keramikproduktion an beiden Standorten mit unverminderter Qualität und Quantität bis weit ins 16. Jahrhundert hinein fortgesetzt wurde. Ihr Niedergang erfolgte vermutlich erst infolge des Siamesisch-Birmanischen Krieges von 1563 bis 1569 und dem zeitgleichen Ende der isolationistischen Außenhandelspolitik der chinesischen Ming-Dynastie (1567), wodurch große Mengen chinesischer Konkurrenzprodukte auf die asiatischen Märkte drängten.
Die Erforschung der Keramiken Südostasiens insgesamt befindet sich seit nunmehr gut drei Jahrzehnten in einer äußerst dynamischen Phase und lässt aufgrund der rapiden Zunahme an geborgenen Wracks von Handelsschiffen und sonstigen, zum Teil weit von den Produktionsstätten entfernt gelegenen Fundplätzen auch in Zukunft noch mancherlei Überraschungen erwarten. Dies gilt umso mehr, als die Fundinventare bislang nur teilweise ausgewertet werden konnten.

## Herstellungsprozess
Die Sukhothai- und Sawankhalok-Ware gehört in der Klasse der keramischen Sinterzeuge zur Unterklasse der Steinzeuge, und darin wiederum zur Gruppe der Feinsteinzeuge. Diese Keramiken sind extrem hart, nahezu vollständig durchgesintert und dadurch wasserundurchlässig. Zur Erzielung ihrer durchaus dem Porzellan vergleichbaren keramischen Eigenschaften sind Brenntemperaturen von 1250 °C bis 1300 °C erforderlich, bei denen die Herstellung in einem einzigen Brand erfolgt.
Zu dieser Herstellung wurden an beiden Produktionsorten dreigliedrige Öfen (engl.: „Kilns“) verwendet, die sich im Laufe der Zeit von relativ einfachen, in die Erde gegrabenen Höhlen über Zwischenformen zu vollständig durchkonstruierten, oberirdischen Backsteinöfen entwickelten. Da dabei die jeweils jüngeren auf den älteren angelegt wurden, bildeten sich auch heute noch gut sichtbare Erdhügel im Gelände. Den vordersten und am tiefsten gelegenen Bereich der dreigliedrigen Ofenkonstruktionen bildete die Feuerungskammer, auf die der größte, auf höherem Niveau gelegene und überkuppelte Raum mit dem Brenngut folgte. Dieser Raum wiederum ging an seinem Ende mit einer Abzugseinrichtung in einen Kamin über.

## Lage der Produktionszentren

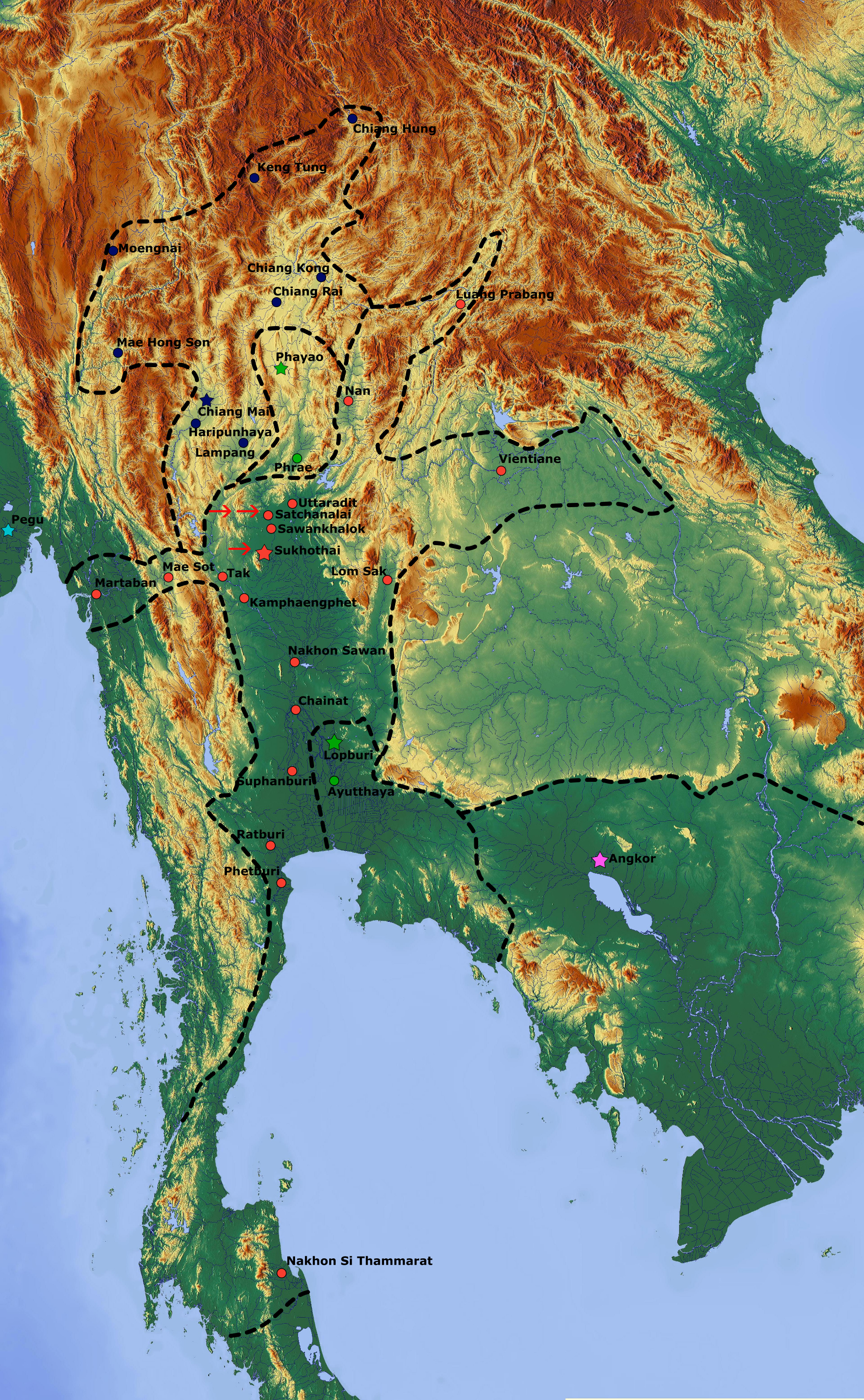
Sukhothai und Si Satchanalai
im Staatengefüge Siams
des späten 13. Jahrhunderts

Die Produktionszentren der Sukhothai- und Sawankhalok-Ware beschränkten sich nach den bisherigen Ausgrabungsergebnissen auf die Königsstädte Sukhothai und Si Satchanalai. Bei beiden Städten befanden sich die Brennöfen außerhalb der eigentlichen Siedlungsbereiche, vermutlich aus Gründen des Feuerschutz, wie man es auch von anderen Kulturen her kennt.

### Sukhothai
Zur Hauptstadt Sukhothai gehörte ein Produktionszentrum (Tao Thuriang, thailändisch เตาทุเรียง, englisch Thuriang Kilns) am nördlichen Rande der antiken Stadt. Es befand sich unmittelbar nördlich des Wat Phra Phai Luang, erstreckte sich in Ost-West-Ausdehnung über eine Länge von rund 700 Metern und wurde in späterer Zeit im Osten vom Wat Tao Thuriang überschnitten. In diesen Bereichen wurden insgesamt 51 Brennöfen festgestellt, von denen jedoch nur elf die Voraussetzungen besaßen, die für die Herstellung von Celadon-Keramik notwendigen hohen Temperaturen zu erreichen. Insgesamt werden rund 100 Kilns vermutet.

Töpferöfen im Geschichtspark Sukhothai
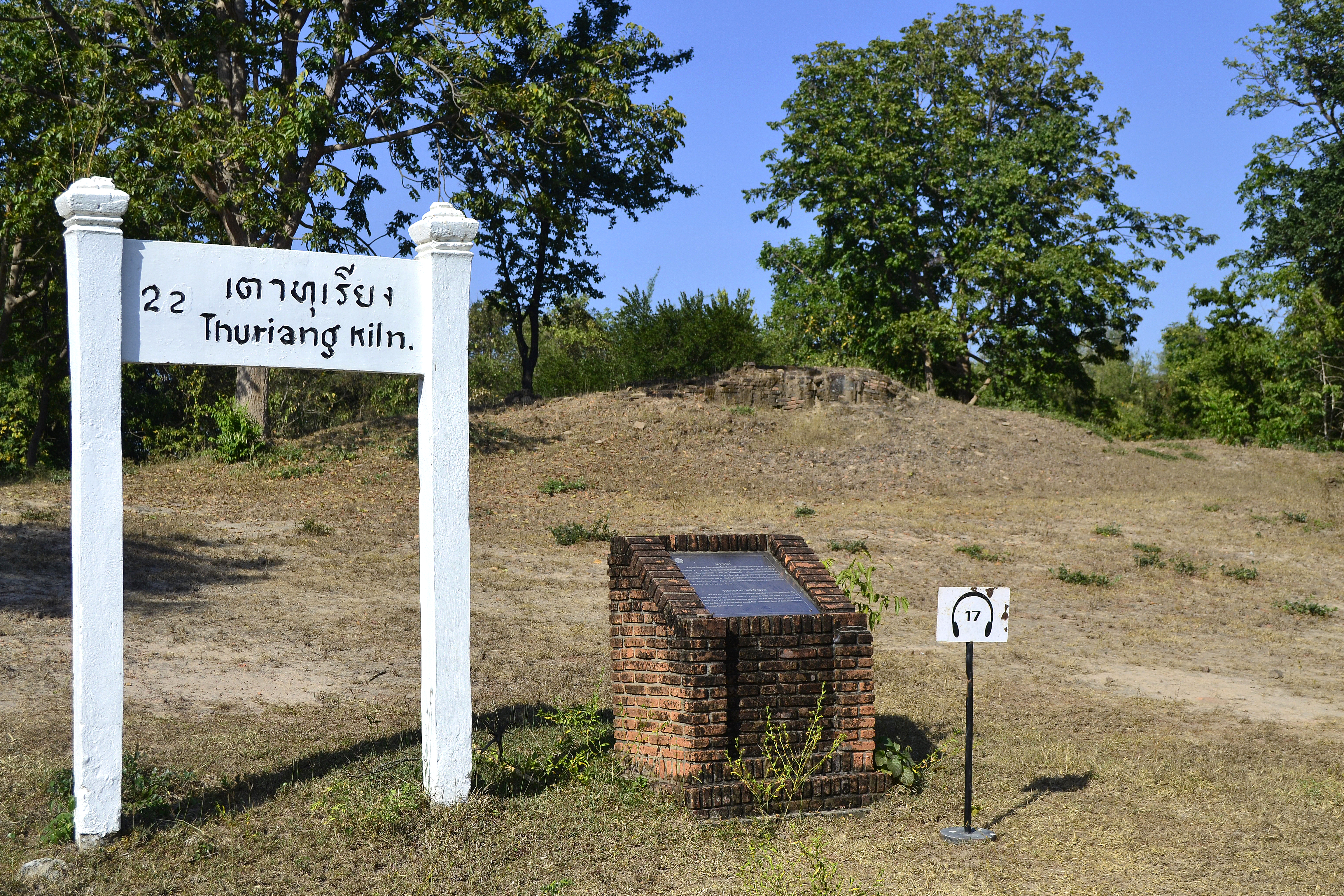
Hinweis auf das Gebiet der Töpferöfen (Kilns)
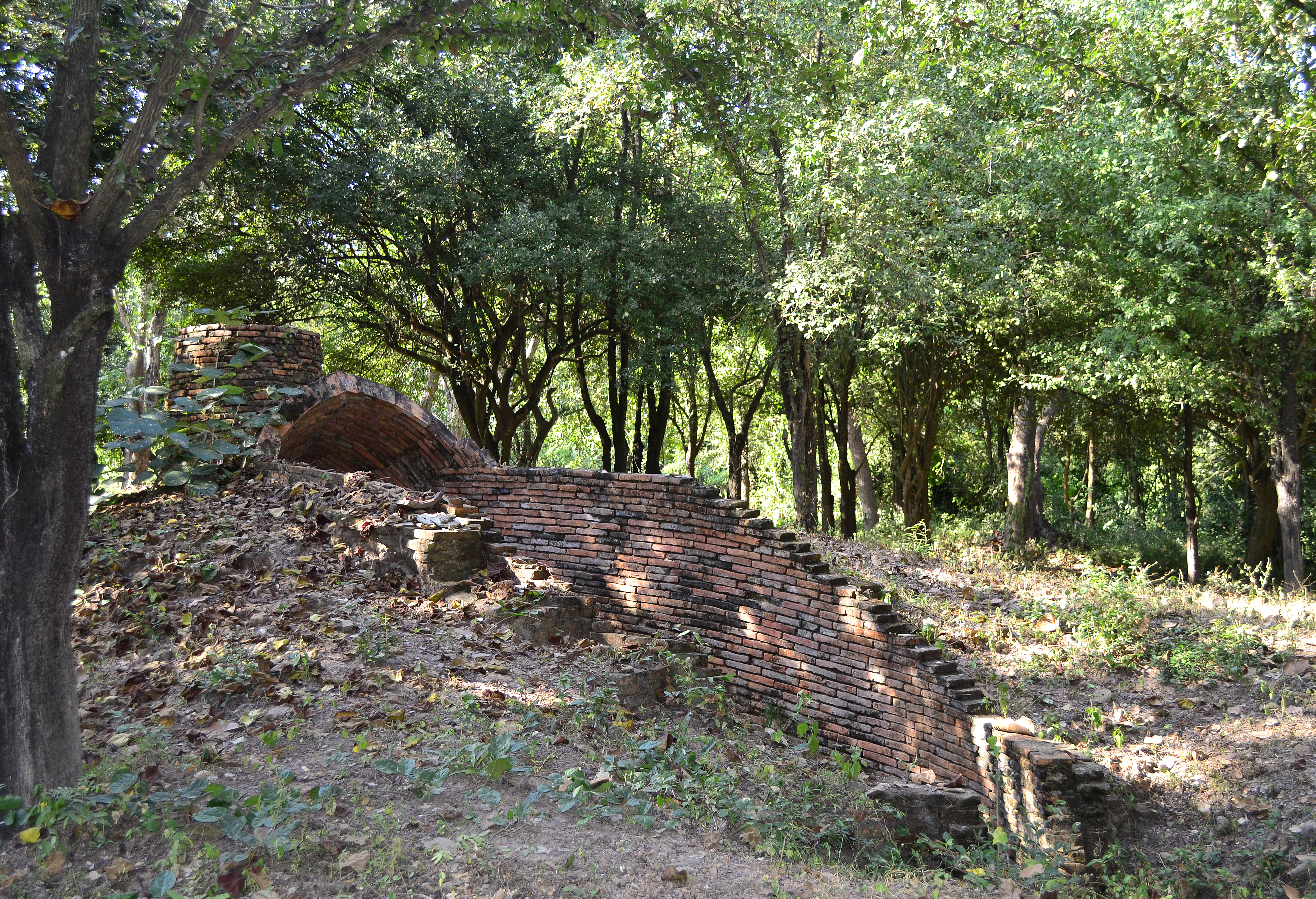
Erscheinungsbild im heutigen Gelände
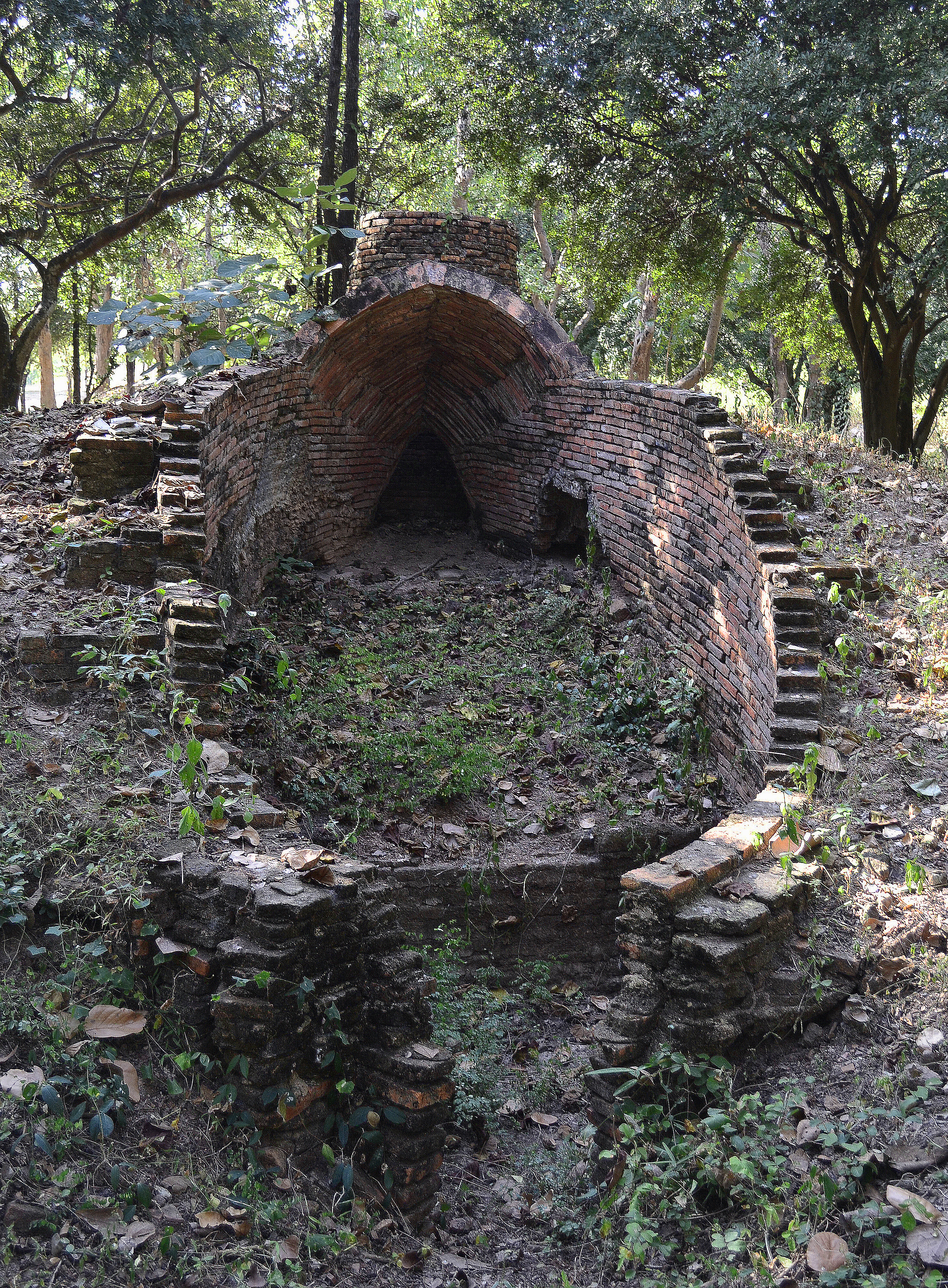
Gut erkennbare Dreiteilung in Feuerungs-, Brenngut- und Abzugsbereich
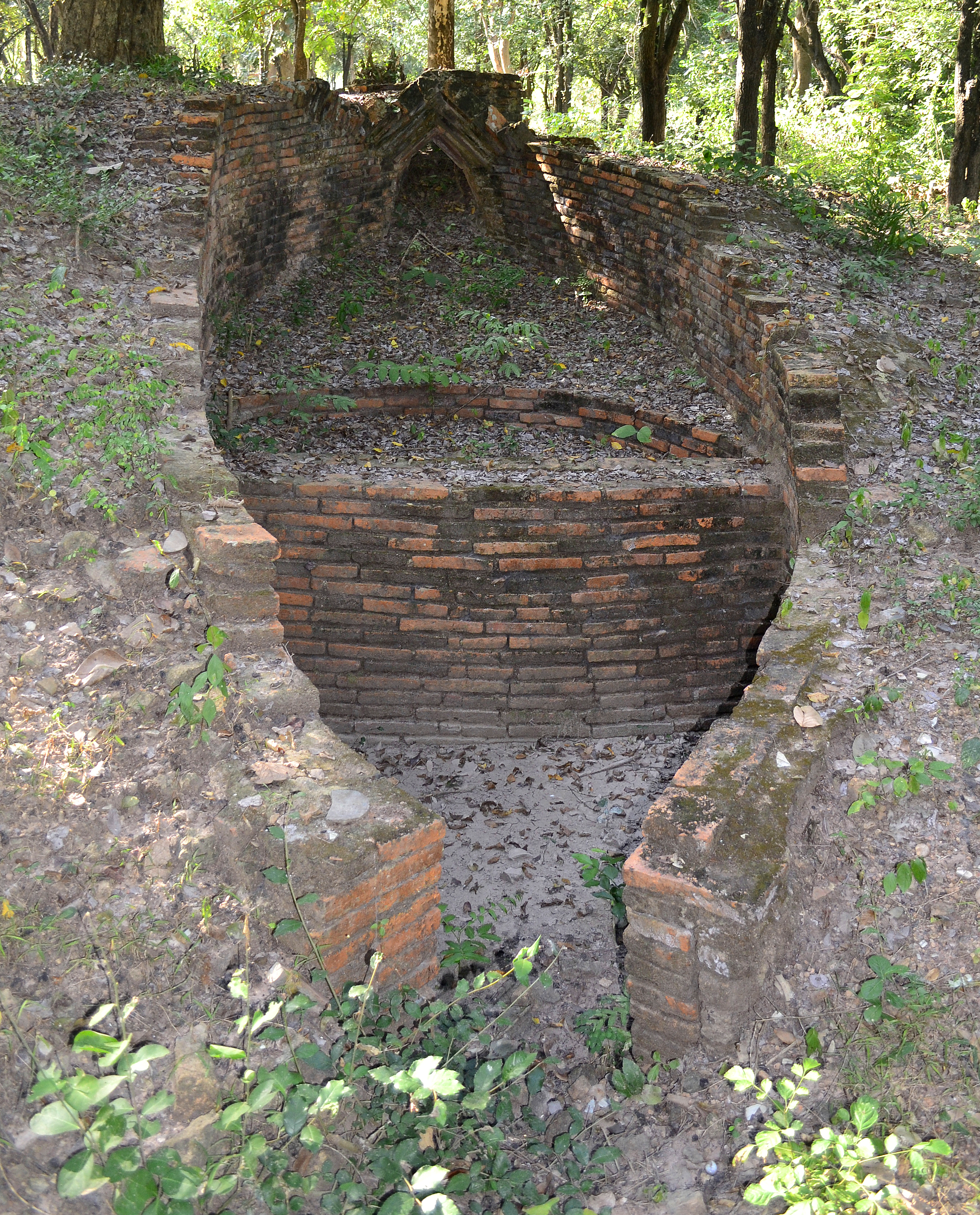
Deutlich tiefer liegender Feuerungsbereich
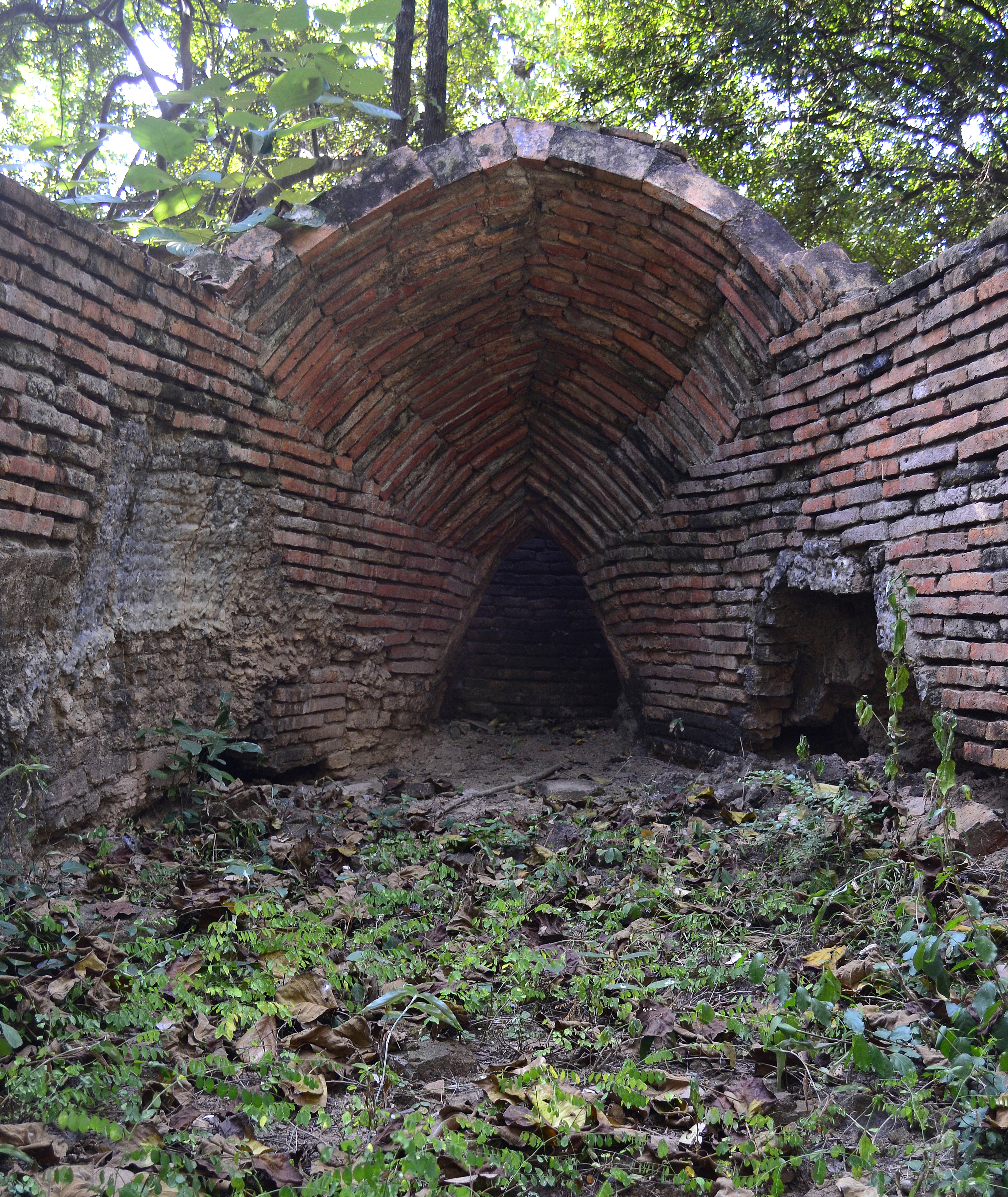
Blick vom Brenngut- in den Abzugsbereich

### Si Satchanalai
In Si Satchanalai betrug die Produktionskapazität das sechs- bis siebenfache verglichen mit der von Sukhothai. Die Töpferbezirke von Si Satchanalai erstreckten sich über mehrere Kilometer unmittelbar westlich des Mae Nam Yom, an dessen schlickigen Uferbänken auch der zur Keramikherstellung benötigte Ton gewonnen wurde. Insgesamt kann von 600 bis 700 Brennöfen in diesem Gebiet ausgegangen werden. Die beiden größten Töpferzentren bildeten sich in Ban Pa Yang und Ban Ko Noi, knapp einen beziehungsweise rund vier Kilometer nördlich der Stadtmauern von Si Satchanalai.

## Produktionsspektrum

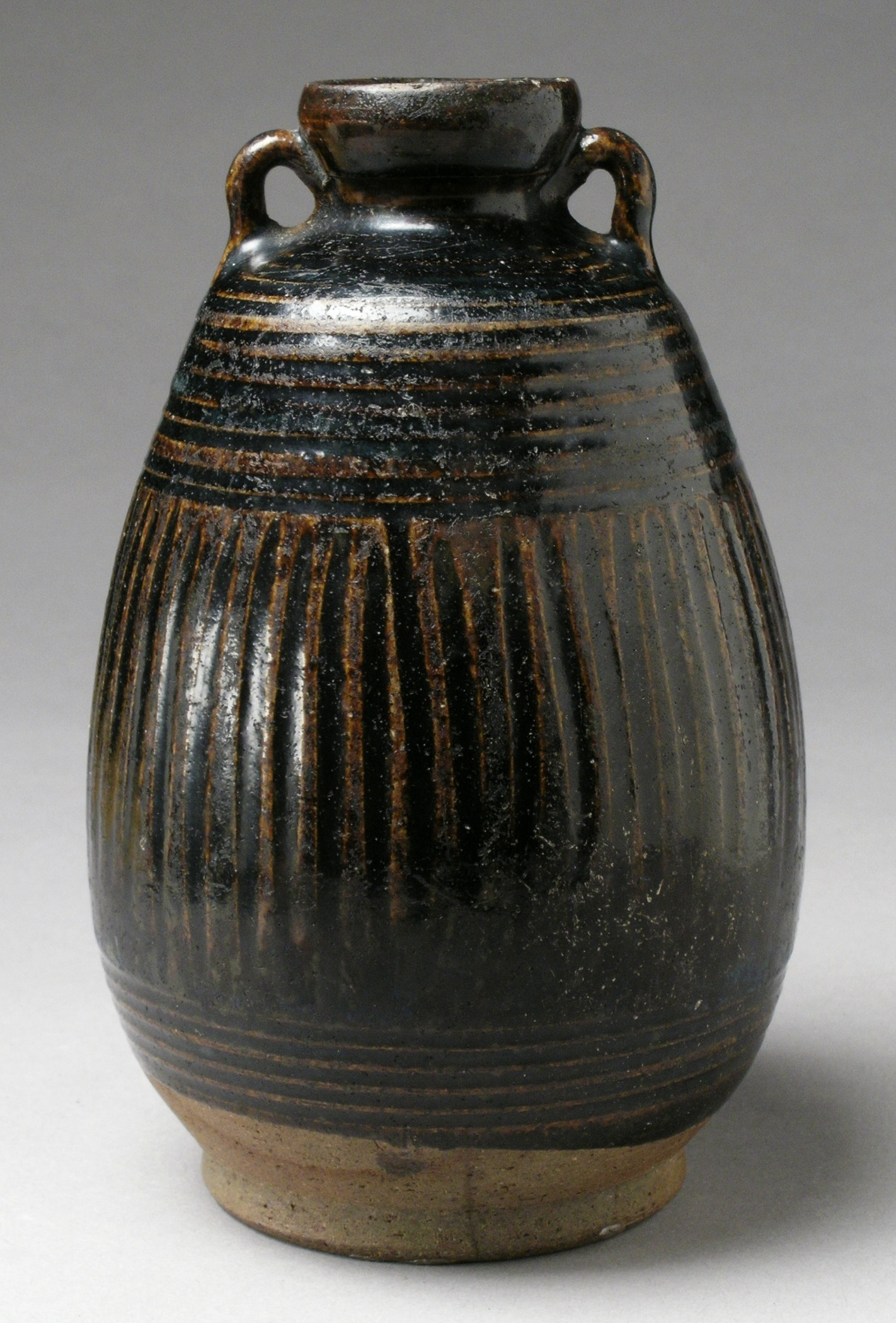
Braune Sawankhalok-Ware,
Flasche mit zwei Schulterösen,
Si Satchanalai, 1400–1600,
Los Angeles County Museum of Art

Die folgende Einteilung orientiert sich an der Klassifizierung (1990) durch Dawn F. Rooney, Kunsthistorikerin am Center for Khmer Studies in Siem Reap. Roxanna M. Brown, ehemalige Direktorin des Southeast Asian Ceramics Museums der Universität Bangkok in Pathum Thani, nahm in ihrem Standardwerk (1987, 2000²) eine zum Teil weitergehende Differenzierung vor.
| Typ                                                   | Sukhothai | Si Satchanalai |
| Monochrom braun oder schwarz                          | nein      | ja             |
| Monochrom grün (= Celadon)                            | nein      | ja             |
| Monochrom weiß                                        | ja        | ja             |
| Zweifarbig eingeritzt braun in weiß                   | nein      | ja             |
| Zweifarbige Unterglasurtechnik braun/schwarz und grün | nein      | ja             |
| Zweifarbige Unterglasurtechnik braun/schwarz und weiß | ja        | ja             |

### Monochrome, braune oder schwarze Ware
Nur in Si Satchanalai produzierte, von honigfarben über mittel- bis dunkelbraun ausfallende Keramik. Die Dekoration besteht aus eingeritzten, horizontal verlaufenden Bändern. Die Produktpalette setzt sich aus kugelförmigen Flaschen mit zwei Henkeln, kürbisförmigen Vasen, Vorratskrügen, bauchigen Krügen und figürlichen Darstellungen zusammen.

### Monochrome Celadonware

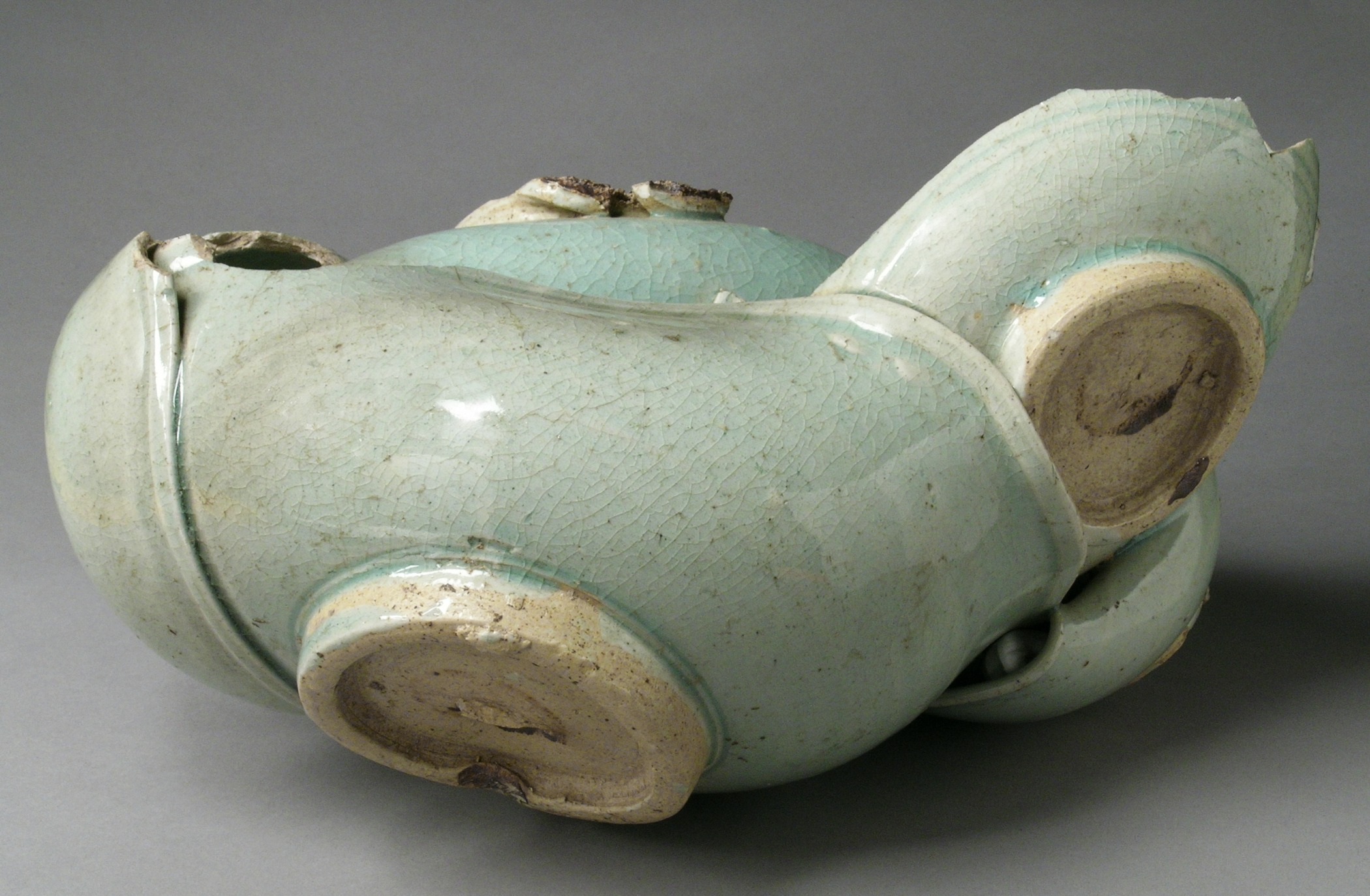
Fehlbrände von Celadonschüsseln,
Si Satchanalai, 14.–15. Jahrhundert,
Los Angeles County Museum of Art

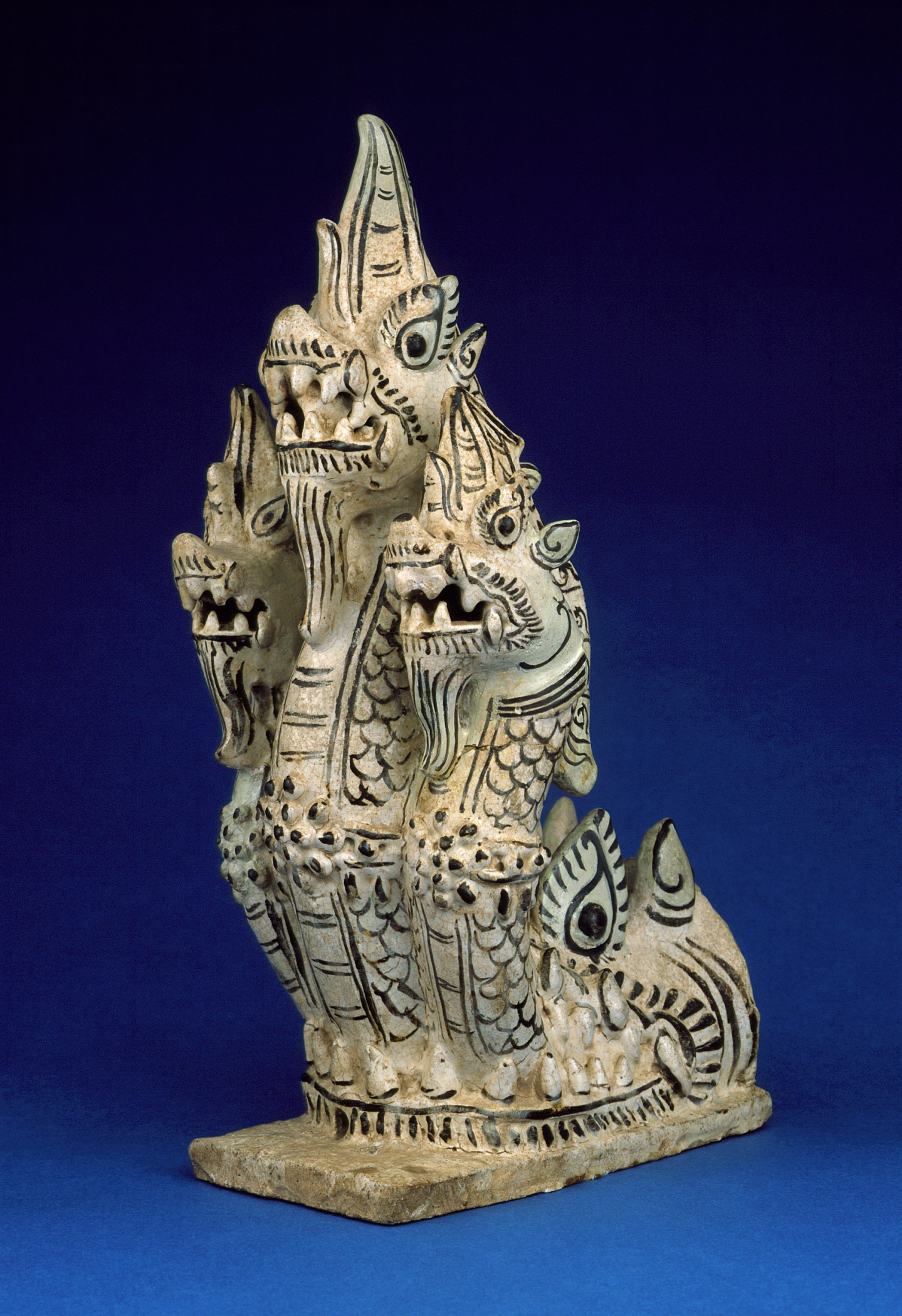
Zweifarbige, braun in weiß eingeritzte Ware aus Si Satchanalai.
Architekturelement in Gestalt dreier Schlangen,
Los Angeles County Museum of Art

Celadon wurde nur in Si Satchanalai, nicht jedoch in Sukhothai produziert. Celadon erscheint in gelblich-grünen, olivgrünen und türkisen Farbnuancen. Die Glasur wirkt glasig-transparant und neigt immer zu Haarrissen. Dekorationen existieren in Form von vertikal verlaufenden Rillen, eingeschnittenen einzelnen Blumen, Lotusblättern, Rosenblüten und sich wellenden Ranken. Das Formenspektrum umfasst Teller, große und kleine Schüsseln, Töpfe mit und ohne Henkeln, Flaschen mit und ohne Ausgießvorrichtung, Krüge, Vasen, Kendi (Vorratsgefäße für heiliges Wasser), Figuren und Miniaturen.

Celadon aus Si Satchanalai
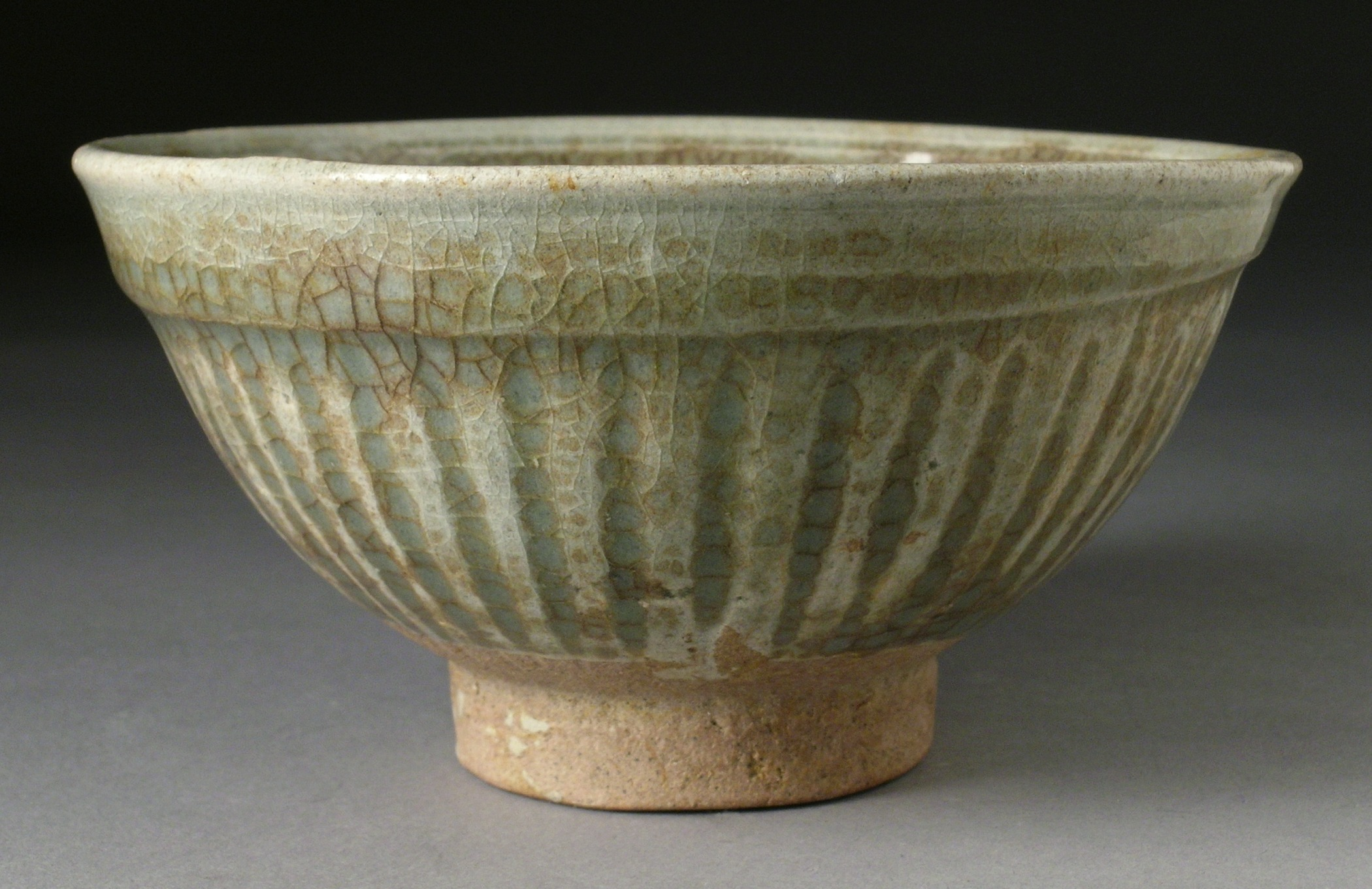
Schüssel, 14. bis 15. Jh., Los Angeles County Museum of Art
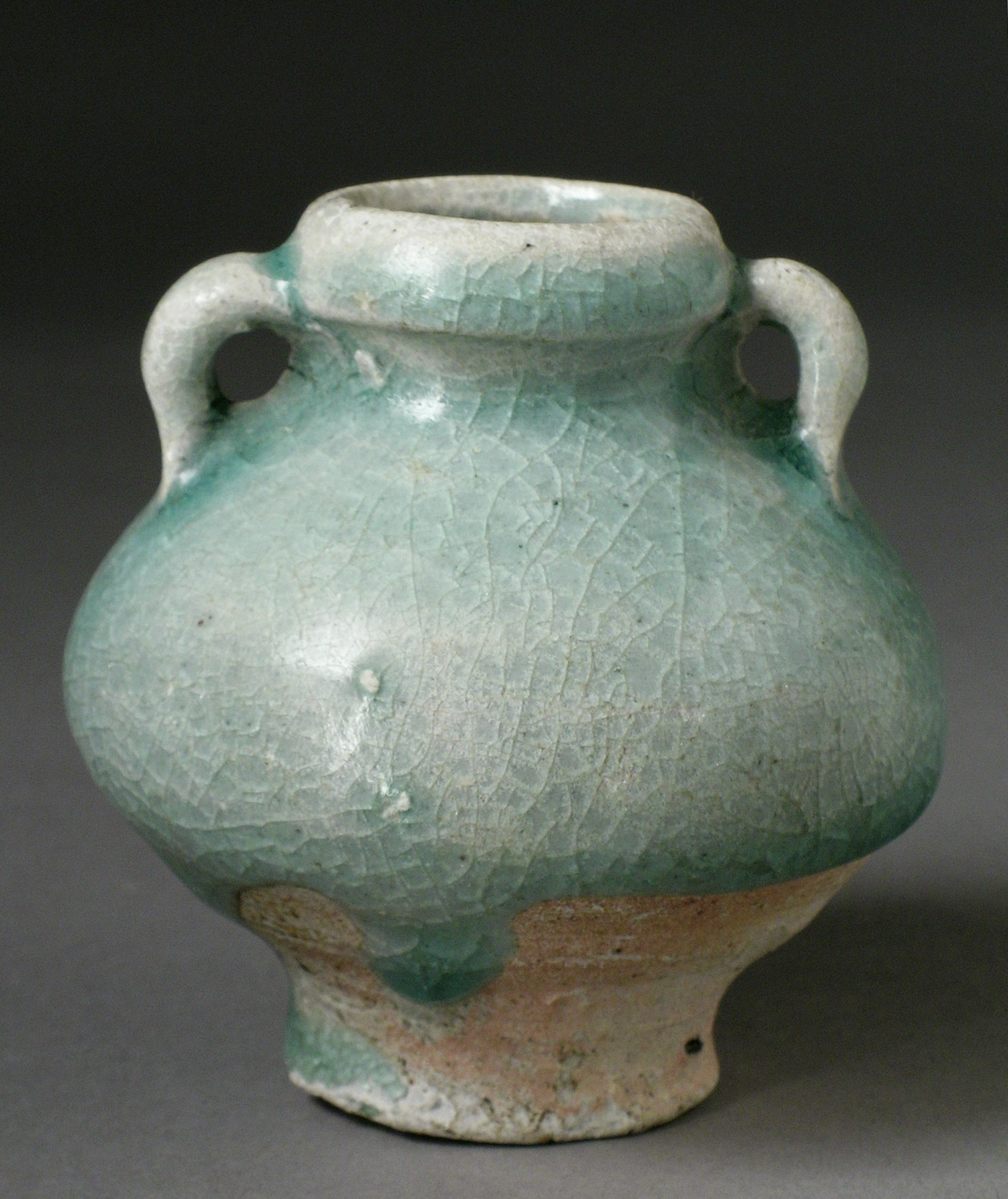
Krug, 15. Jahrhundert, Los Angeles County Museum of Art
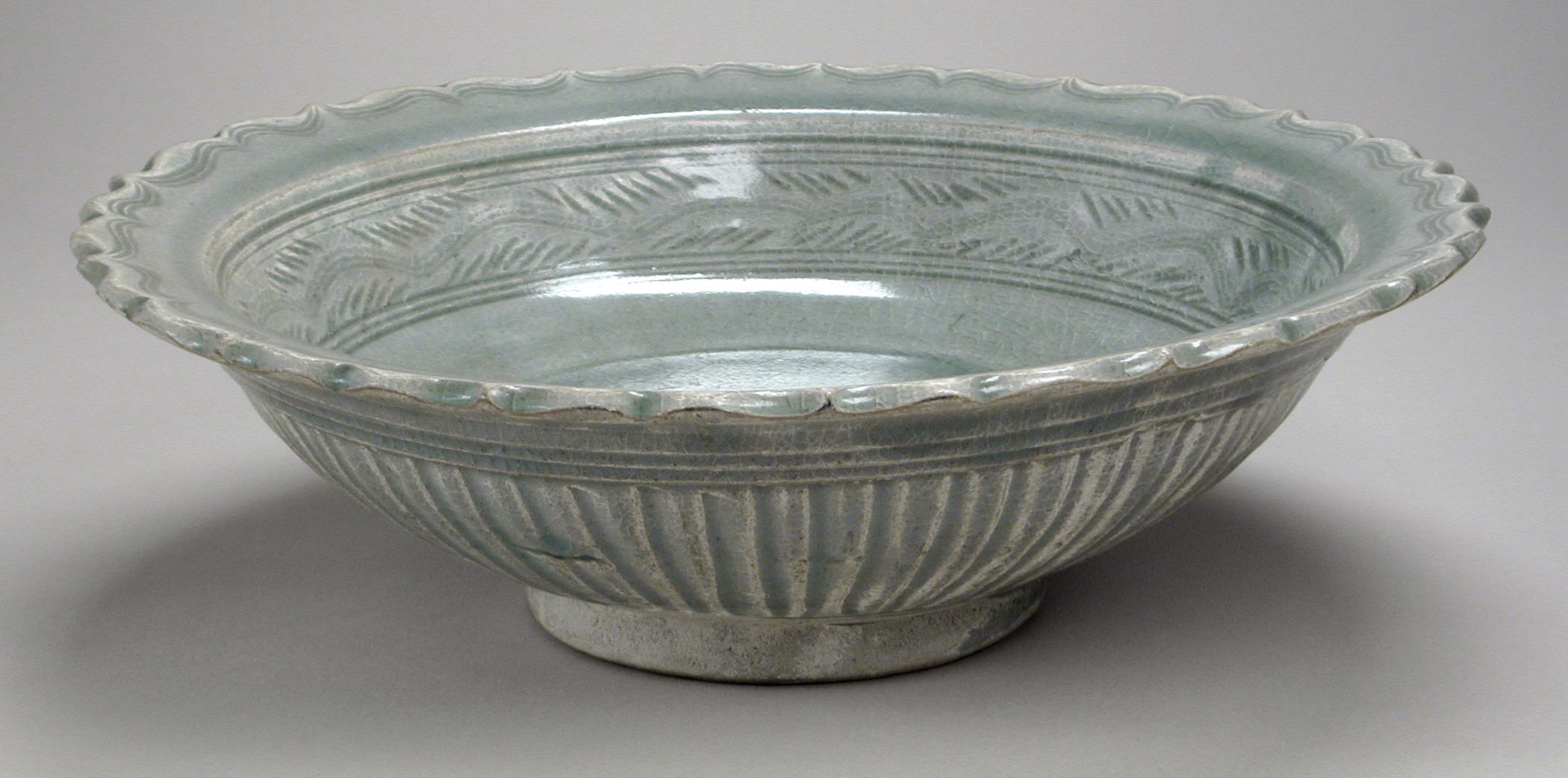
Schüssel, um 1425, Los Angeles County Museum of Art
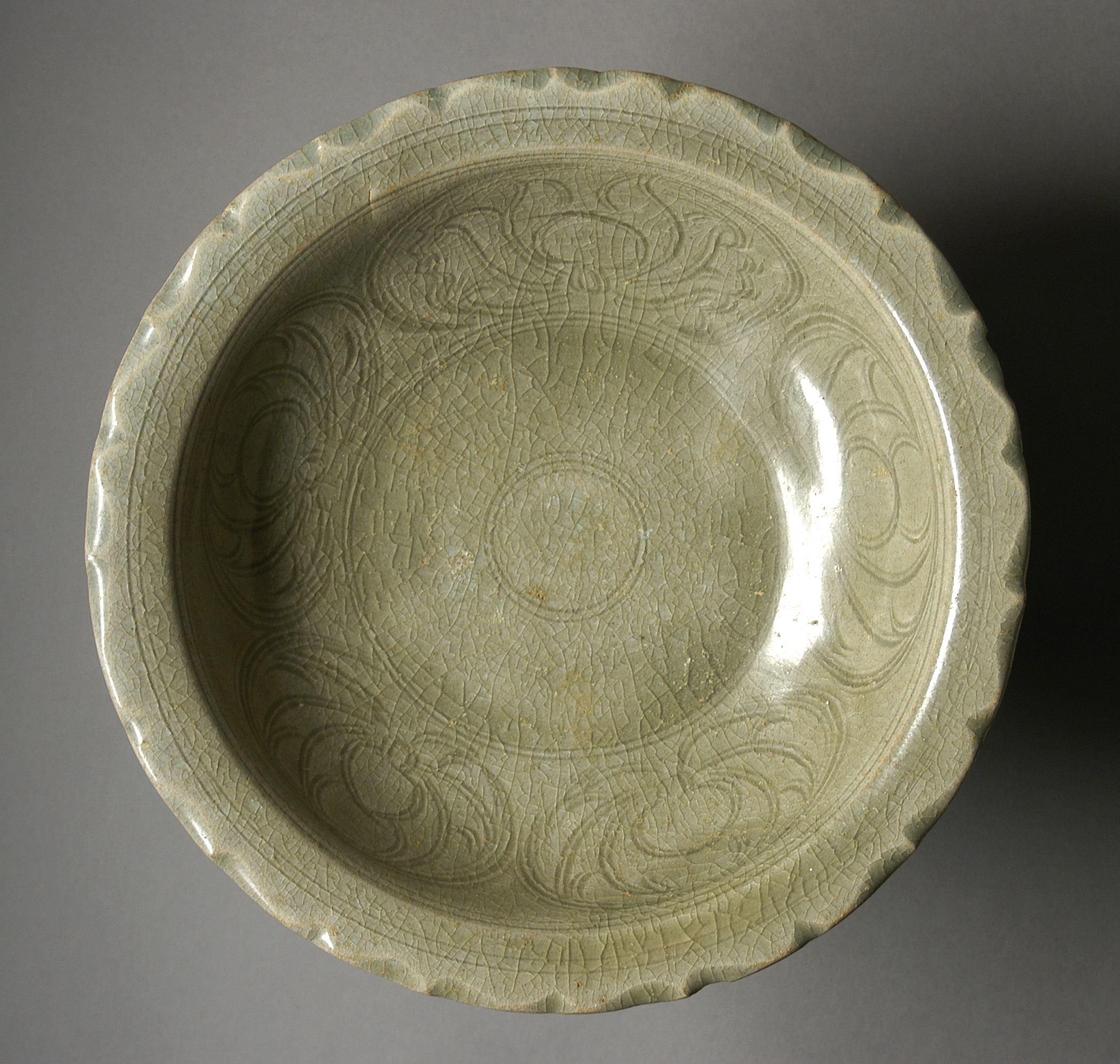
Schüssel, 15. Jahrhundert, Los Angeles County Museum of Art
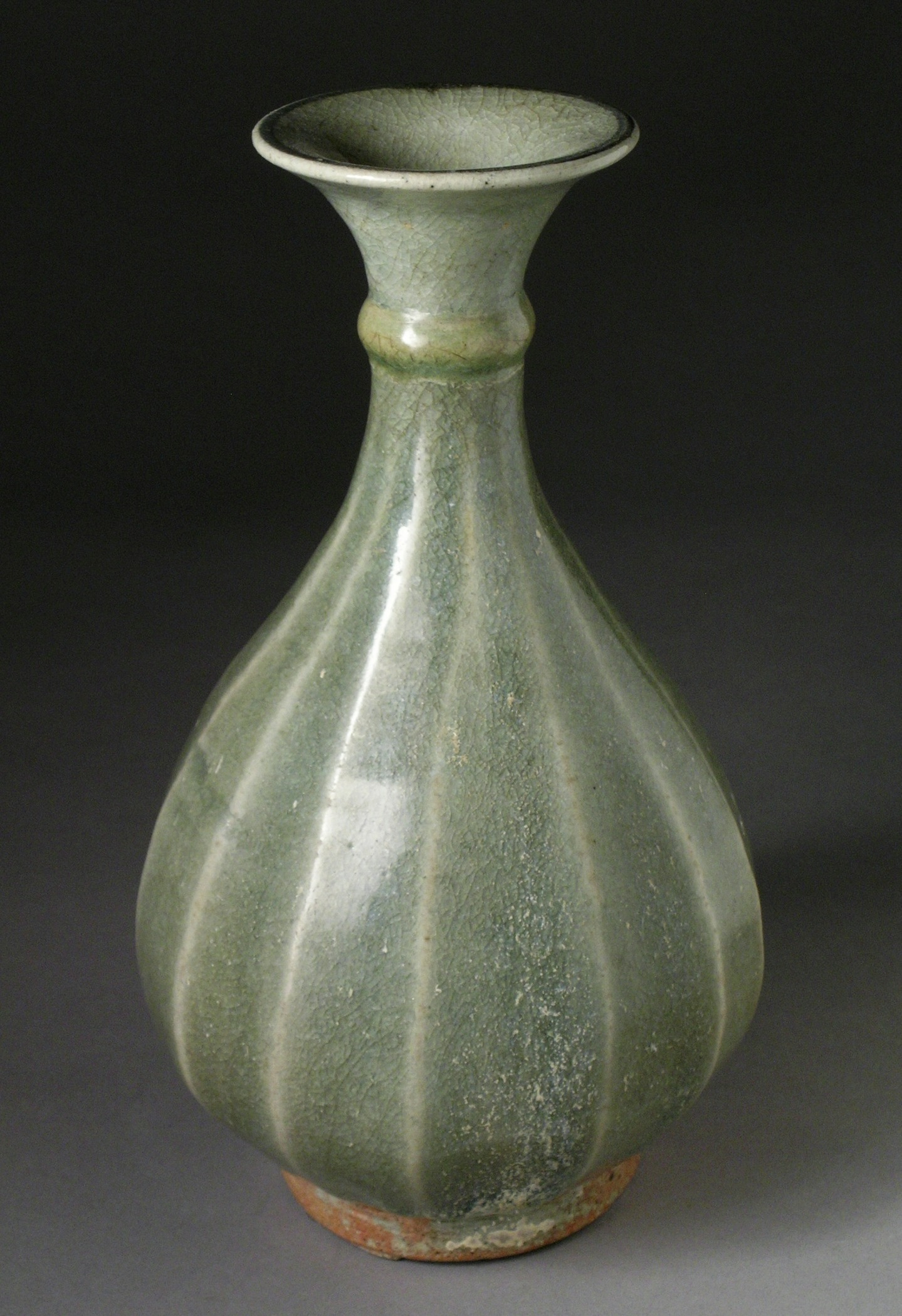
Flasche, 15. bis 16. Jh., Los Angeles County Museum of Art

### Monochrom weiße Ware
Diese Ware wurde in beiden Städten hergestellt.

Die Produkte aus Si Satchanalai besitzen eine glattweiße, harte und opake Glasur. Sie sind mit geingfüg eingeritzten, geometrischen Bändern verziert. Es kommen Krüge mit Deckeln und Henkeln, Schüsseln, Flaschen, Kendi, Dachverzierungen und Tierfiguren vor.

Aus Sukhothai liegen diese Keramiken mit transparenter, gelbstichiger Glasur vor. Sie sind dort grundsätzlich unverziert. Schüsseln und Flaschen sind die vorherrschenden Formen.

### Zweifarbige, braun in weiß eingeritzte Ware
Die Farbgebung dieser nur in Si Satchanalai produzierten Ware besteht aus braunen oder karamellfarbenen Ritzlinien auf weißem oder silberfarbenem Grund. Das Formenspektrum erstreckt sich von Dosen mit Deckeln, Kendi und Tropfflaschen über Figuren und Miniaturen bis hin zu architektonischen Dekorationselementen.

### Mit Unterglasurfarben verzierte Ware

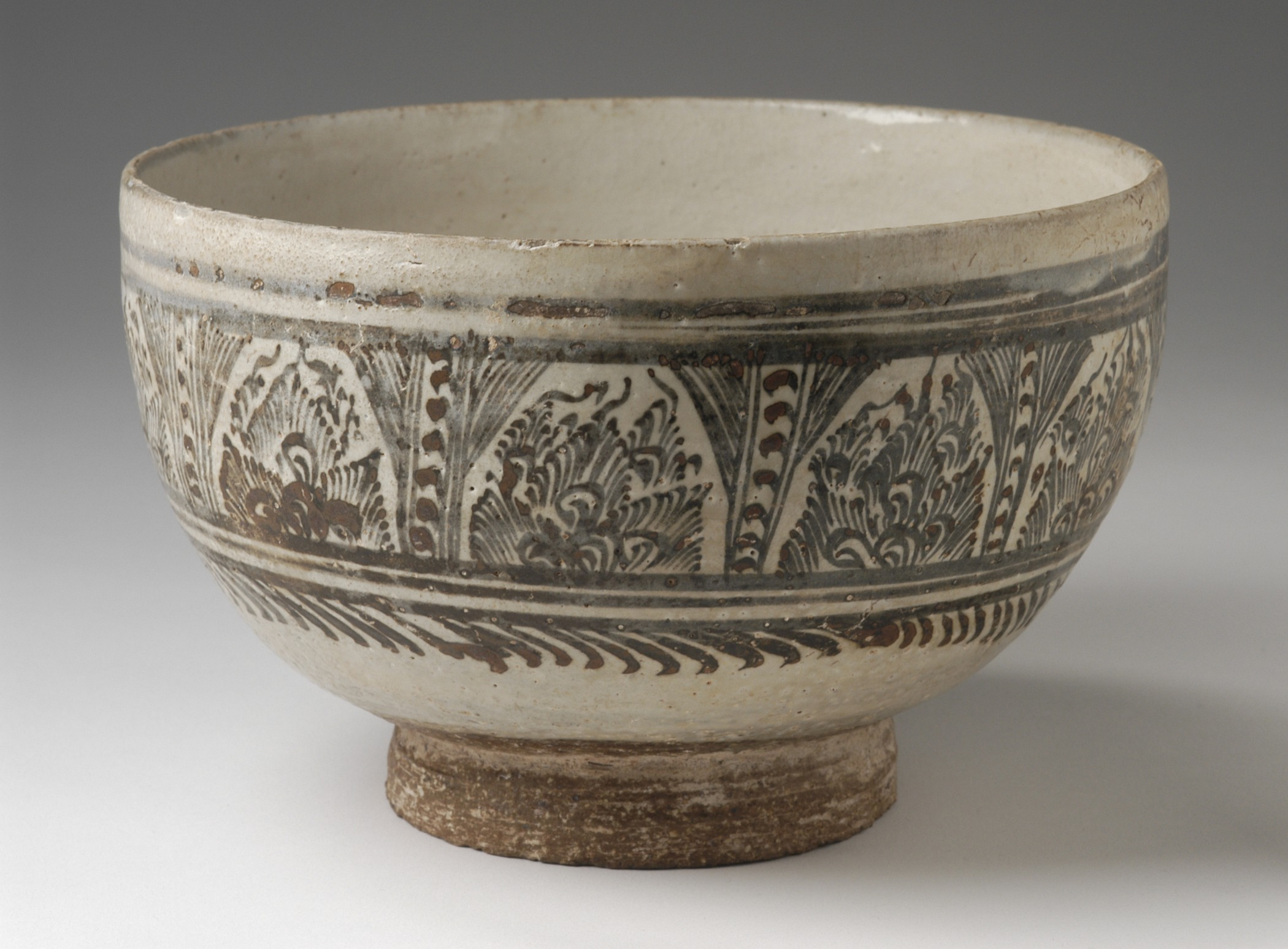
Unterglasurtechnik aus Sukhothai
Schüssel, 15.–16. Jahrhundert
Los Angeles County Museum of Art

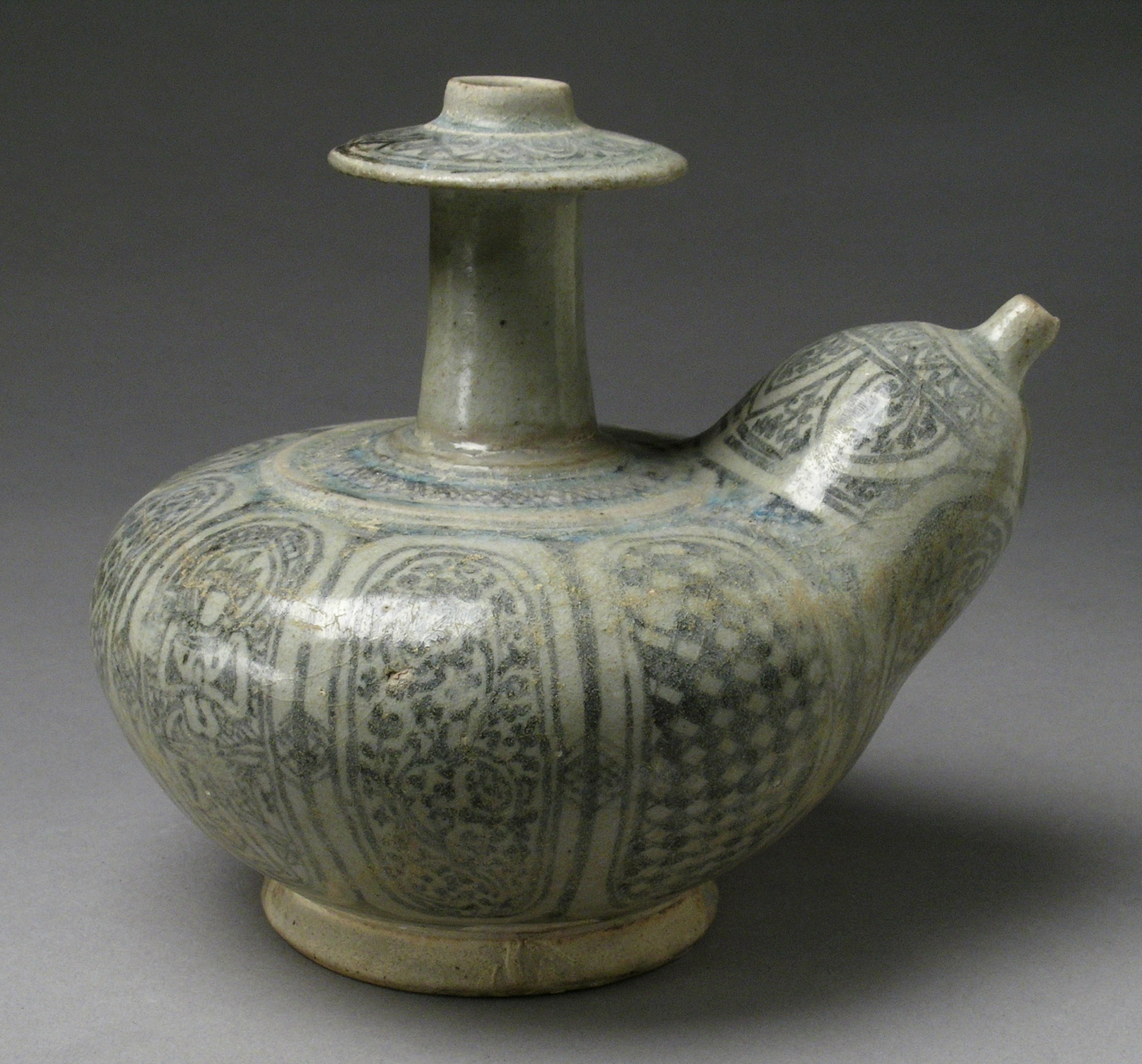
Zweifarbig braun/schwarz und weiße Ware, Unterglasurtechnik aus Si Satchanalai. Kendi mit Boddhisattvas unter hellblauer Glasur.Los Angeles County Museum of Art

Lange bevor die Chinesen durch die Verwendung von Kobalt blaues und weißes Porzellan herstellten, wurde schwarzes Eisenoxid als Unterglasurfarbe für Keramiken benutzt, um gemalte Motive unter einer transparenten Glasur für lange Zeiträume zu fixieren.
Im 14. Jahrhundert erreichte die Unterglasurtechnik Sukhothai und Si Satchanalai. In Sukhothai blieb sie bis zum Ende des 16. Jahrhunderts gebräuchlich. Die dort typischen Motive bestanden aus stilisierten Fischen und Blumen (namentlich Chrysanthemen), den Symbolen für Glück und ein langes Leben. Blumenmotive aus Sukhothai waren auf den südostasiatischen Märkten sehr gefragt. Das „Turiang-Schiffswrack“ (um 1370) war angefüllt mit blumenverzierten vietnamesischen Schüsseln sowie Tellern aus Sukhothai.

#### Zweifarbig braun/schwarz und grüne Ware in Unterglasurtechnik
Über der braun/schwarzen Eisenoxidbemalung dieser ausschließlich aus Si Satchanalai stammenden Ware befindet sich eine stark grünliche Glasur. Die Dekoration besteht aus stilisierten Blüten und Fischen sowie Blumenbändern. Die Formgebung wird von Tellern, Schüsseln und kleinen Töpfen dominiert.

#### Zweifarbig braun/schwarz und weiße Ware in Unterglasurtechnik
Die Farbgebung besteht in Sukhothai aus Eisenoxidbemalungen mit transparenter, strohfarbener Glasur bei gelegentlichen Abweichungen ins Weißliche. Als Verzierungen finden sich Fische, Sonnenräder und -kränze, gestufte Kronen, Wasserpflanzen, federartige Chrysanthemen, Pflanzensträuße, Büsche und Sträucher sowie klassische Abrolldekorationen. Das Formenspektrum umfasst Teller, kleine und große Schüsseln, birnenförmige Flaschen, Kacheln und architektonische Dekorationsbauteile.

In Si Satchanalai besitzen die Glasuren der Eisenoxidbemalung eine gräuliche, bläuliche oder grünliche Tönung und neigen immer zur Bündelung von Rissen. Die Verzierungen bestehen aus abgerollten Blumen- oder Blattbändern, Kreuzschraffuren, Fischschuppen, Lotusblüten, pflanzlichen Gebinden und geometrischen Motiven. Dosen mit Deckeln, Töpfe, Schüsseln, Kendi, Vasen, Krüge, birnenförmige Flaschen und figurative Darstellungen bestimmen die Produktpalette.

Unterglasurverzierte Keramik aus Sukhothai und Si Satchanalai
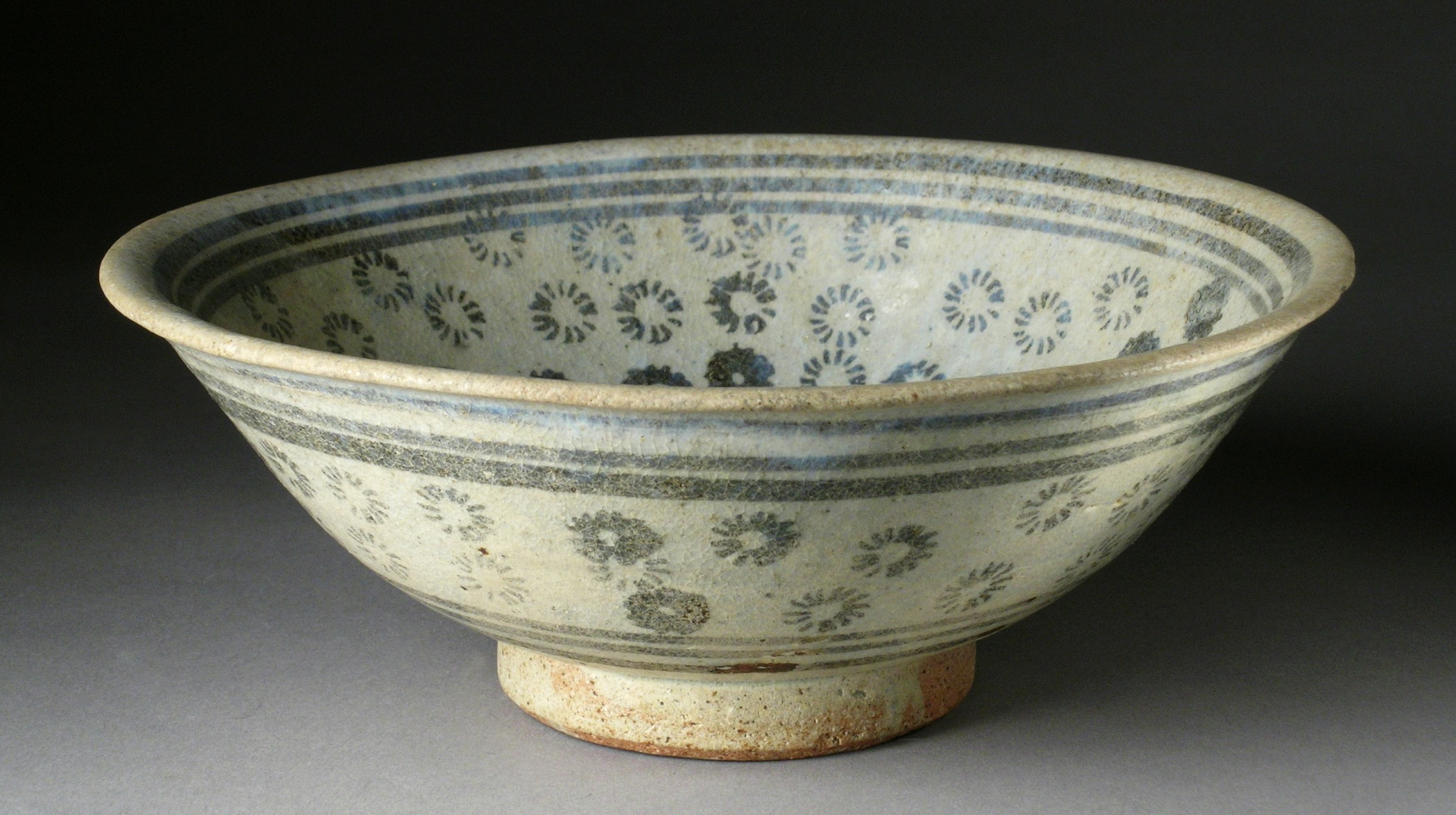
Schüssel, Sukhothai, 15. bis 16. Jh,. Los Angeles County Museum of Art
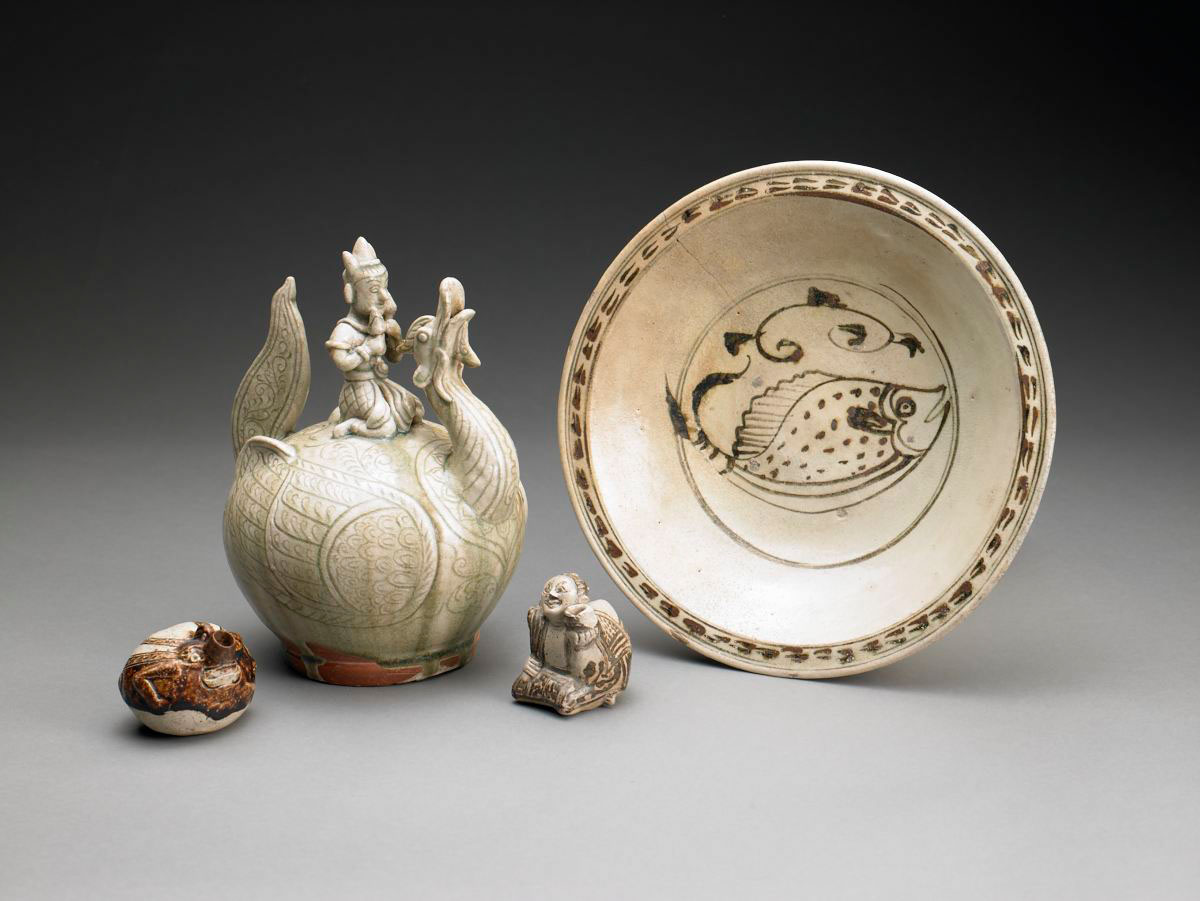
Verschiedene Objekte, Sukhothai, 15. bis 16. Jh., Birmingham Museum of Art
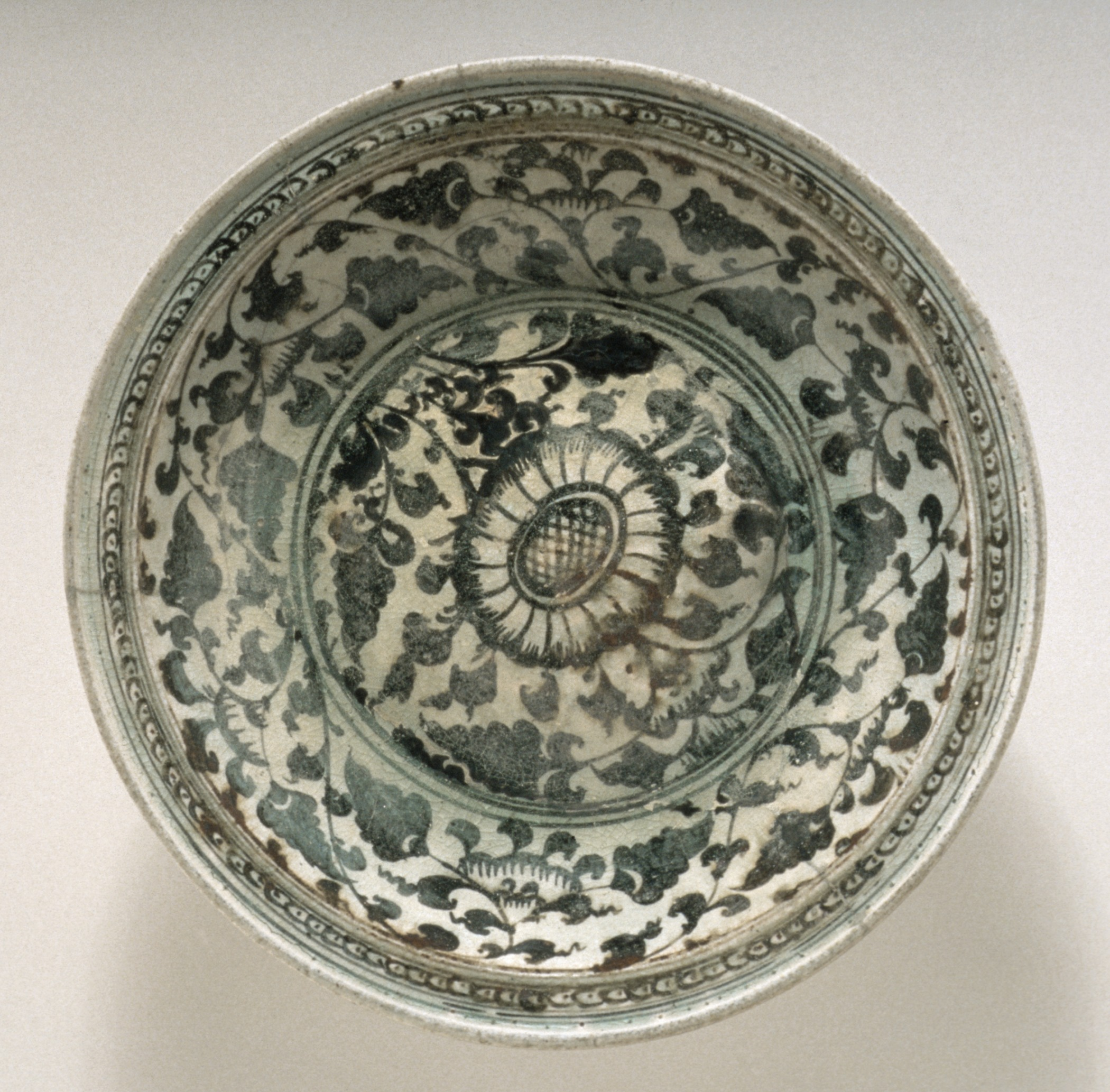
Schüssel, Si Satchanalai, spätes 14. Jahrhundert, Los Angeles County Museum of Art
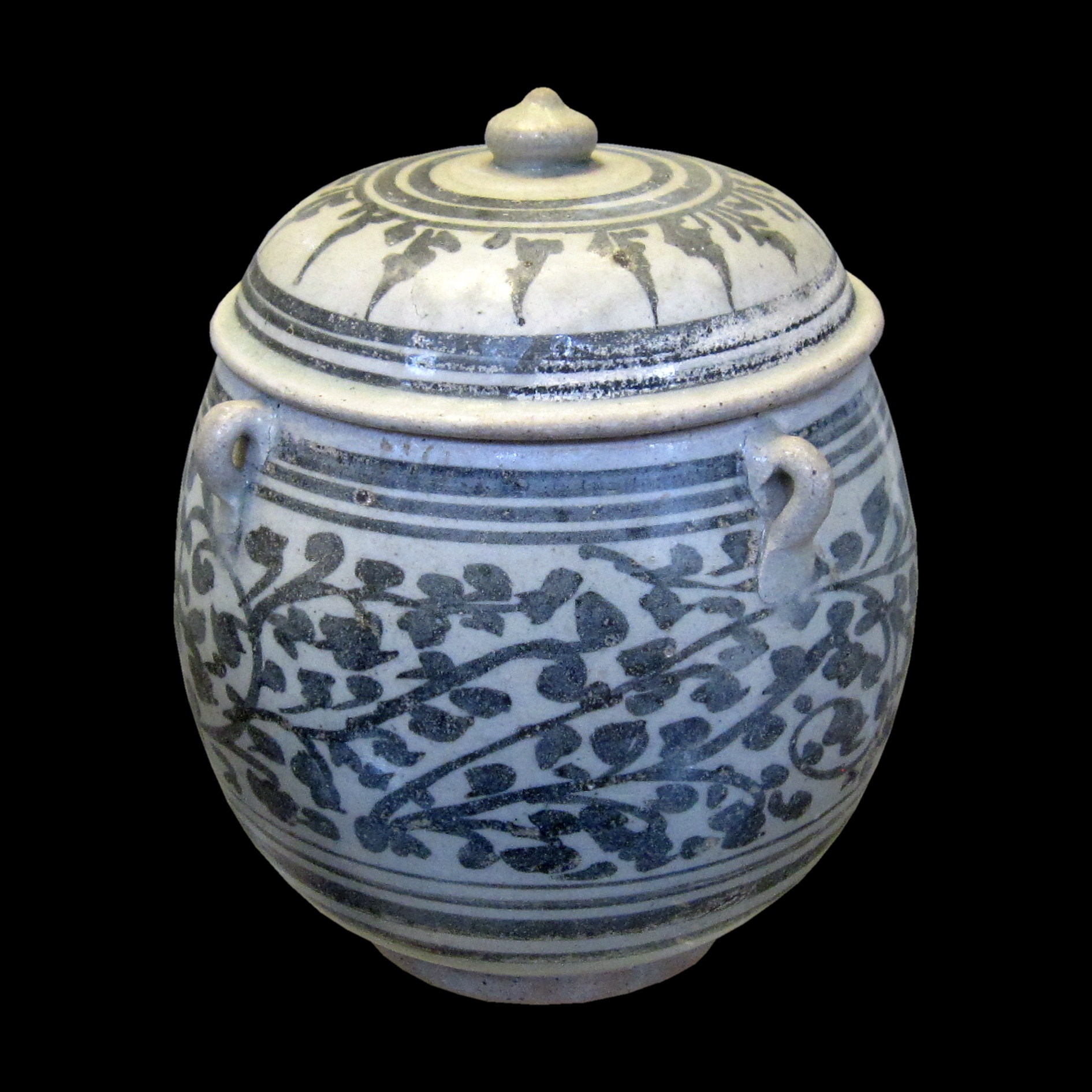
Gedeckter Krug, Si Satchanalai, 14.–16. Jahrhundert, British Museum
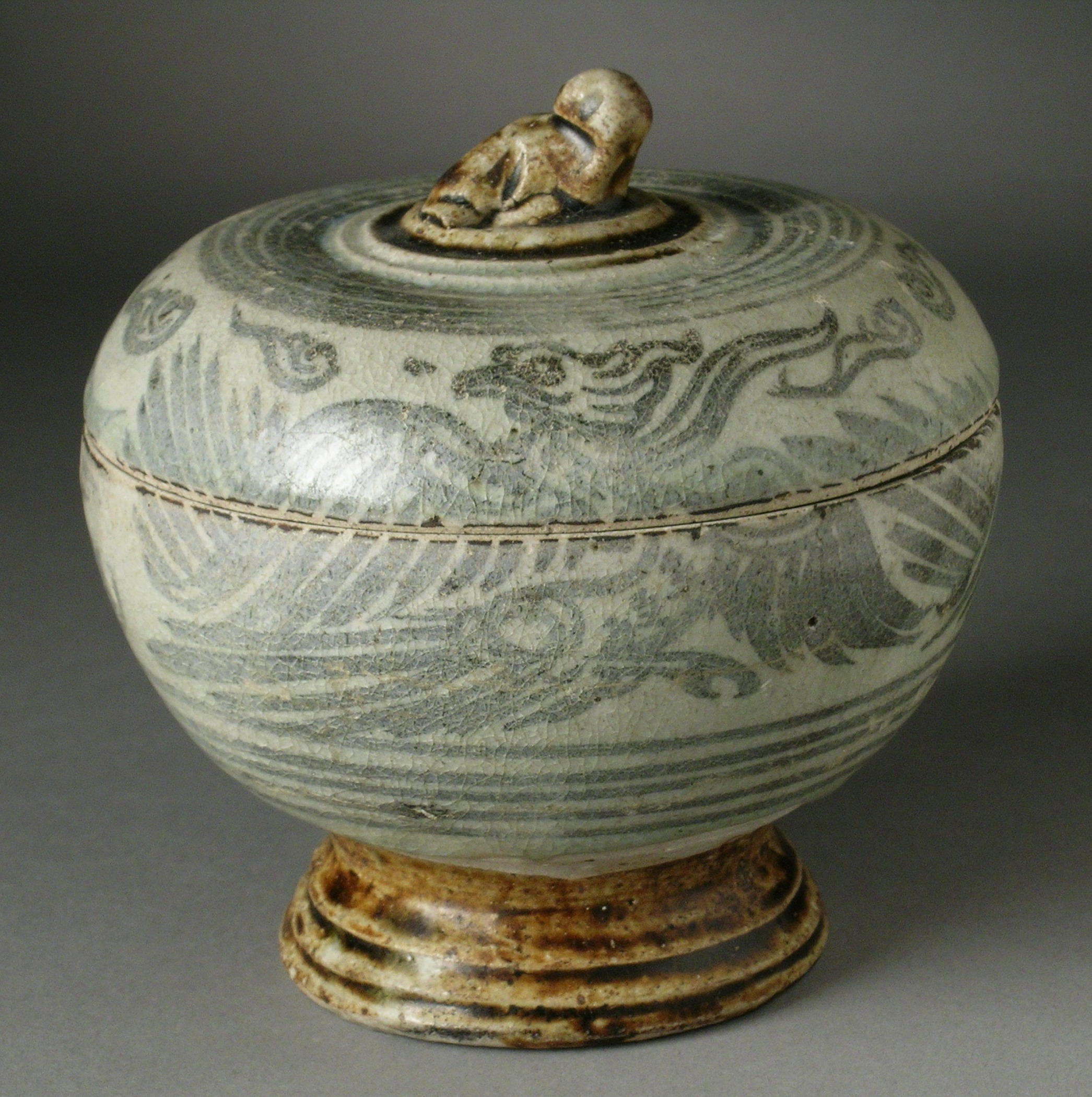
Dose mit Deckel, Si Satchanalai, 16. Jh., Los Angeles County Museum of Art

## Handel und Verbreitung
Neben der bereits erwähnten Turiang sind zahlreiche weitere mit Keramiken aus Sukhothai und Si Satchanalai beladenen Schiffswracks in großflächigen Gebieten des Golfes von Thailand und des Südchinesischen Meeres geborgen worden. Mit Unterglasurfarben dekorierte Keramiken aus Sukhothai fanden sich in den Wracks der „Longquan“ (zusammen mit Celadon aus Si Satchanalai, um 1400), der „Xuande“ (um 1540) und der Singtai (um 1550). Celadon-Keramik aus Si Satchanalai wurde aus den Laderäumen der Schiffe Rang Kwien und Songdoc (beide 1380–1400), Phu Quoc (1400–1424/1430), Nanyang, Royal Nanhai, Khram oder Sattahip, Pandanan und Belanakan (alle 1424/1430–1487), Brunei und Santa Cruz (beide 1488–1505), sowie Klang Ao und Samui geborgen.
Die Inhalte der Wracks zusammen mit Einzelfunden an Land ergeben das Bild eines aus asienzentrischer Sicht nahezu globalisierten, florierenden Handels mit Sukhothai- und Sawankhalok-Ware, der sich flächendeckend über den gesamten Südostasiatischen Raum (Thailand, Burma, Laos, Kambodscha, Vietnam, Malaysia, Indonesien, Philippinen), ferner auf China und Ostasien (Korea, Japan), den indischen Subkontinent (Pakistan, Indien, Sri Lanka) sowie Zentralasien (Mongolisches Reich und Nachfolgestaaten) erstreckte. Darüber hinaus fand auf den Seerouten der sog. Seidenstraße ein reger Handel mit Persien und der arabischen Welt statt. Einzelfunde gelangten bis an die australischen und ostafrikanischen Küsten sowie nach Mitteleuropa.

## Lokale Museen

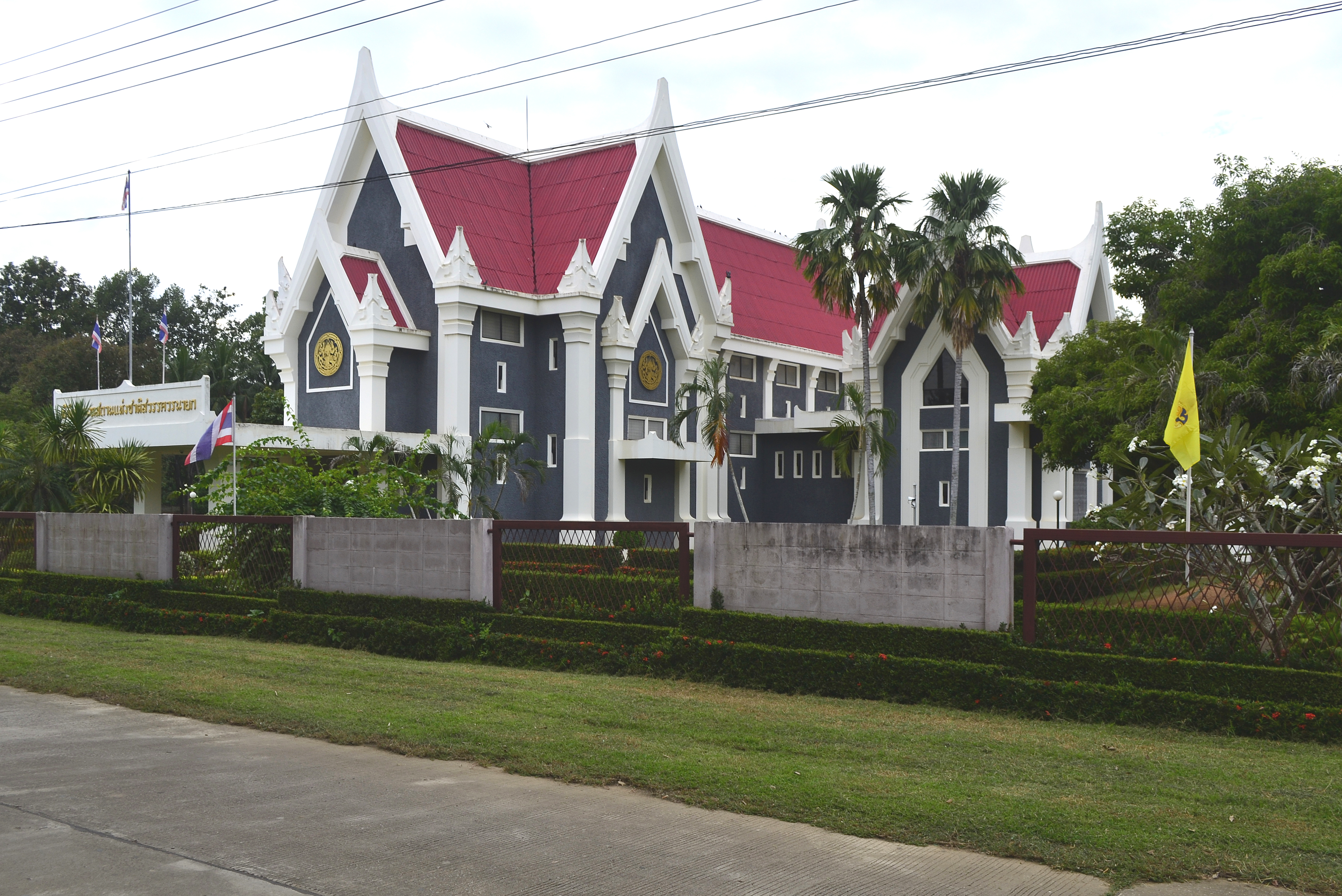
Sawanworanayok-Nationalmuseum

- Geschichtspark Sukhothai, Sukhothai Altstadt, UNESCO-Weltkulturerbe
- Ramkhamhaeng-Nationalmuseum, Sukhothai Altstadt
- Sangkhalok-Museum[21], Sukhothai Neustadt. Das kleine aber sehr umfangreich ausgestattete Museum bietet eine ausgezeichnete Einführung in die Sukhothai- und Si Satchanalai-Ware. Im Erdgeschoss wird eine eindrucksvolle Sammlung der einheimischen Alltagskeramik nebst einigen Importen aus Burma, China und Vietnam präsentiert. Im Obergeschoss befinden sich die künstlerischen Arbeiten, darunter einige seltene keramische Buddhaskulpturen[Anm 5]
- The Ceramic Exhibition[22], Sukhothai Airport
- Geschichtspark Si Satchanalai, UNESCO-Weltkulturerbe.
- Celadon Kiln Site Study and Conservation Centre, Ban Ko Noi. Das Center liegt im Töpferbezirk von Ban Ko Noi. Es besteht aus zwei Gebäuden, in denen Ausstellungen von Keramikartefakten und zur Entwicklung antiker Keramiken präsentiert werde. Ferner beherbergt es auf seinem Gelände zwei ausgegrabene und konservierte Brennöfen.[Anm 6]
- Sawanworanayok-Nationalmuseum[23], Sawankhalok.[Anm 7]

## Periodika
- The Southeast Asian Ceramics Museum, Bangkok University: Southeast Asian Ceramics Museum Newsletter. Pathum Thani, seit 2004